# Cantón de Évran
El cantón de Évran era una división administrativa francesa, que estaba situada en el departamento de Costas de Armor y la región de Bretaña.

## Composición
El cantón estaba formado por ocho comunas:
- Évran
- Le Quiou
- Les Champs-Géraux
- Plouasne
- Saint-André-des-Eaux
- Saint-Judoce
- Saint-Juvat
- Tréfumel

## Supresión del cantón de Évran
En aplicación del Decreto nº 2014-150 de 13 de febrero de 2014, el cantón de Évran fue suprimido el 22 de marzo de 2015 y sus 8 comunas pasaron a formar parte del nuevo cantón de Lanvallay.